# 资峪乡
资峪乡是中国陕西省商洛市丹凤县下辖的一个乡。

## 行政区划
资峪乡下辖以下行政区：
店子村、白衣寺村、麻地湾村、庙沟村、资峪沟村、胡树沟村、代庄村、柏树坪村、梅山村